# 折扣
折扣是指原本的價格變成較便宜的定義。通常會有折扣的情形，於有折扣活動、打折活動或折扣條件出現的頻率較高。
- 企業折扣：指企業給予之折扣，在會扣應列入帳簿裡記帳。
- 活動折扣：指在活動期間的折扣條件，具有時間性。故此種折扣形式雖然廣受歡迎，但是因為受限於時間限制，所以不時間隨意延長。在會計裡此種折扣應不列入帳簿裡記帳。
- 現金折扣：指企業給予顧客一段期間還清債，但同時企業可能因此折扣，所以會比原本應收之帳款還要少。在會計裡，此種折扣要列入帳簿裡記帳。[1]
- 數量折扣：指有達到一定的數量要求所得到的折扣。
- 功能折扣
- 季節折扣：指在特定季節期間所特有的折扣，例如：春季新品特賣會。
- 折扣條件：指此折扣在發生前有其相對之條件，必須符合條件才有對應之折扣。在會計裡，此種折扣要列入帳簿裡記帳。
- 折讓：通常指雙方協定後同意的讓免部份。
- 讓免：通常指價格數目較大時，最後的末幾碼讓免。
- 減免：指有相關單位補助之部分，如政府補助、企業補助等。[2]

## 折扣條件表示方式
- 若簡單以 a/b 表示折扣條件，則a為折扣率、b為天數，而a和b的數一定會呈現成反比現象，即表示時間過的越久，折扣率越低。例如：2/10,1/20,n/30，表示10天內付款的折扣率為2%；11~20天付款的折扣率為1%；最晚應於30天內付款，且21~30天付款無任何之折扣率，而n的意思是無任何折扣之縮寫。

折扣條件舉例：若企業賒購商品之總價為10,000元，折扣條件為2/10,1/20,n/30，企業在第7天先付6,000元，第15天再付剩下的4,000元，則：第7天支付之部份可獲得折扣120元，第15天支付之部分可獲得折扣40元，2次總共可獲得折扣160元。其相關之分錄：
進貨      10,000
現金      9,840
進貨折讓    160

## 外部連結
- 現金折扣、商業折扣的會計與稅務處理_中鋁網
- 看動畫學會計─IAS20政府補助之會計及政府輔助之揭露 （页面存档备份，存于）
- 找優惠、找折扣 （页面存档备份，存于）